# Shkëlzen Doli
Shkëlzen Doli (ur. 9 sierpnia 1971 w Elbasanie) – albański skrzypek.

## Życiorys
Uczył się w szkole muzycznej w Nowym Sadzie, w 1988 roku zdobył główną nagrodę w Jugosłowiańskim Konkursie Młodych Muzyków. Kształcił się następnie na jednej z rosyjskich uczelni muzycznych pod okiem profesor Jewgieniji Czugajewej, kontynuował na Universität für Musik und darstellende Kunst Wien.
W 2013 roku założył własny kwartet fortepianowy.